# HOK Balegovac
HOK Balegovac je bosanskohercegovački odbojkaški klub iz Novog Sela - Balegovac.

## Povijest
Klub je osnovan 1999. godine. U sezoni 2004./05. nastupaju u Premijer ligi BiH za odbojkaše. Igrali su i u Prvoj ligi FBiH.
Svoje susrete igraju u športskoj dvorani u Odžaku, zbog ne postojanja iste u Novom Selu.